# 모담중학교
모담중학교는 경기도 김포시에 있는 공립 중학교이다. 

## 학교 연혁
- 2025년 3월 1일 : 개교 예정

## 같이 보기
- 모담초등학교